# Chester white
Pour les articles homonymes, voir Chester white.
Le chester white est une race porcine des États-Unis issue du Comté de Chester en Pennsylvanie.

## Origine
C'est une race issue du métissage de races anglaises roses présentes en Pennsylvanie au XIXe siècle avec un verrat anglais du Bedfordshire. L'influence de races asiatiques est aussi avérée. La population homogénéisée a abouti à la création du registre généalogique racial en 1930.
C'est une race en perte de vitesse face aux croisements à haute productivité. Les effectifs sont passés de 44 300 en 1990 à 12 700 en 2001.

## Description
C'est une race totalement blanche au niveau du poil, laissant apparaître la peau rose au-dessous. Les oreilles sont de taille moyenne, tombant sur les yeux.
La truie adulte pèse entre 225 et 295 kg et le verrat, entre 250 et 360 kg.

## Aptitudes
C'est une race qui donne une bonne conformation de carcasse. Un test pratiqué à l'aveugle, a classé la viande de chester white parmi les trois meilleures aux États-Unis.
Les truies sont de bonnes mères : elles ont une bonne prolificité et amènent une grande proportion de porcelets vivants au sevrage. Elles font preuve d'une bonne longévité.
C'est une race apte à l'élevage industriel en batterie, comme à l'élevage fermier en plein air. Dans ce dernier cas, il est nécessaire de lui assurer de l'ombre, la peau claire étant très sensible au soleil. Une carence en vitamine C entraine des désordres de la motricité.
Les truies sont dociles, mais les verrats peuvent se montrer agressifs. C'est une race utilisée en croisement pour la création de porcs métis à haute rentabilité.